# Blitz (film)
Pour les articles homonymes, voir Blitz (homonymie).
Pour plus de détails, voir Fiche technique et Distribution.
Blitz est un film britannique réalisé par Elliott Lester et sorti en 2011. Il s'agit d'une adaptation du roman R&B Blitz de Ken Bruen. Le film est tourné à Londres.

## Synopsis
Londres, de nos jours. Un tueur en série s'en prend aux forces de police. Tom Brant, un inspecteur au comportement violent et aux méthodes peu conventionnelles, prend l'affaire en main avec le sergent Nash, un flic beaucoup plus respectueux des règles et des conventions. Ce duo atypique n'aura de cesse de traquer le tueur, complètement déjanté, qui nargue la police chaque fois qu'il commet un meurtre. Pour Brant et Nash, le temps est compté et chaque seconde perdue met un peu plus en péril la vie d'un de leurs collègues.

## Fiche technique

Logo promotionnel du film

- Titre original et français : Blitz
- Réalisation : Elliott Lester
- Assistant réalisateur : Joe Geary, Paul Cathie et Ian Hughes
- Scénario : Nathan Parker d'après la nouvelle de Ken Bruen
- Casting : Elaine Grainger
- Costumes : Suzie Harman
- Cascade : Mens-Sana Tamakloe et Roy Taylor
- Coordinateur des cascades : Gareth Milne
- Coiffure : Catherine Scoble
- Maquilleuse : Peta Dunstall et Catherine Scoble
- Décors : Max Gottlieb et Lee Sandales
- Direction artistique : Steve Carter
- Son : Patrick Owen et Rowena Wilkinson
- Musique : Ilan Eshkeri
- Photographie : Rob Hardy
- Productions : Zygi Kamasa, Steve Chasman, Brad Wyman et Donald Kushner
- Producteur exécutif : Guy Avshalom, Alwyn Kushner et Nick Manzi
- Producteur associé : Gisela Evert
- Directeur de production : Imogen Bell
- Effets spéciaux : Nick Rideout (superviseur), Andy Collings, Ian Thompson (II) et Chris Watson
- Sociétés de productions : Lionsgate, Davis Films, Blitz Films, Current Entertainment et Kushner/Wyman Productions
- Société de distribution : Metropolitan Filmexport
- Pays d'origine : Royaume-Uni
- Langue originale : anglais
- Genre : thriller
- Format : couleurs – 35 mm – 2,35:1 – son Dolby Digital
- Dates de sortie :
  -  Royaume-Uni : 20 mai 2011
  -  France : 22 juin 2011
- Sorties DVD :  États-Unis ;  France : 2 novembre 2011
- Classification : Interdit aux moins de 12 ans lors de sa sortie en France
- IMDb[2] et AlloCiné[3].

## Distribution
- Jason Statham (VF : Boris Rehlinger ; VQ : Sylvain Hétu) : Tom Brant
- Paddy Considine (VF : Pierre-Arnaud Juin ; VQ : Martin Watier) : Porter Nash
- Aidan Gillen (VF : Jean-Pierre Michaël ; VQ : François Sasseville) : Barry Weiss / Blitz
- Zawe Ashton (VF : Céline Ronté ; VQ : Pascale Montreuil) : Elizabeth Falls
- David Morrissey (VF : Xavier Fagnon ; VQ : Daniel Picard) : Harold Dunlop
- Luke Evans (VF : Raphaël Cohen ; VQ : Frédérik Zacharek) : Craig Stokes
- Mark Rylance (VF : Serge Blumental) : Bruce Roberts
- Ned Dennehy (VF : Jean-François Vlérick) : Radnor
- Nicky Henson (VF : Vincent Grass) : le superintendant Brown
- Joseph Dempsie : le policier tué dans la voiture
- Steven Harwood-Brown : Metal
- Bill Champion : Dr Leonard
- Ron Donachie : le sergent Cross
- Ian Hughes : Pebbles
- Serge Soric : Pavel
- Chris Wilson : l'inspecteur de police

Sources et légendes: Version française (VF) sur AlloDoublage et Version québécoise (VQ) sur Doublage Québec

## Lieu de tournage

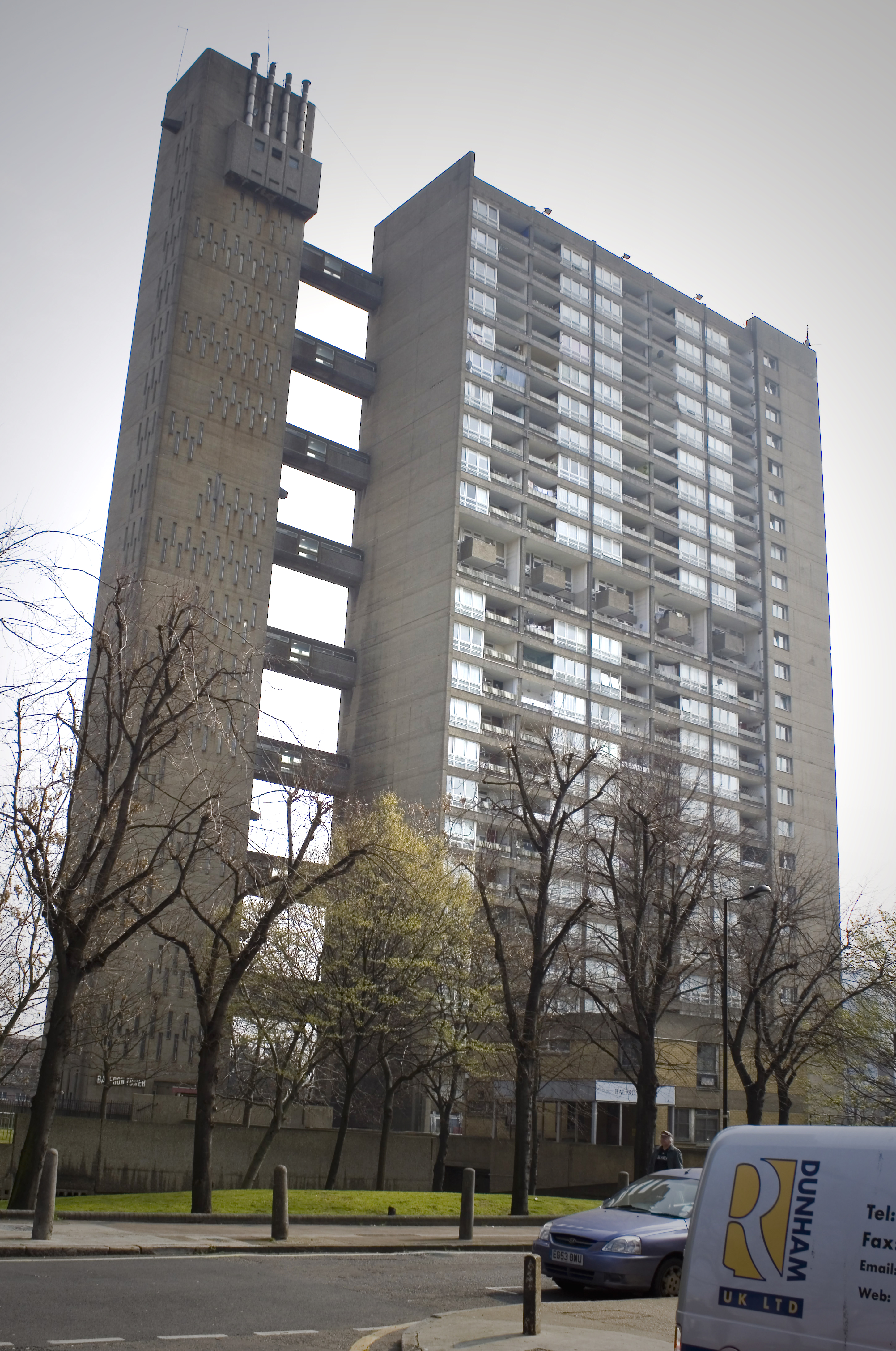
La tour Balfron dans l'arrondissement de Tower Hamlets Londonien
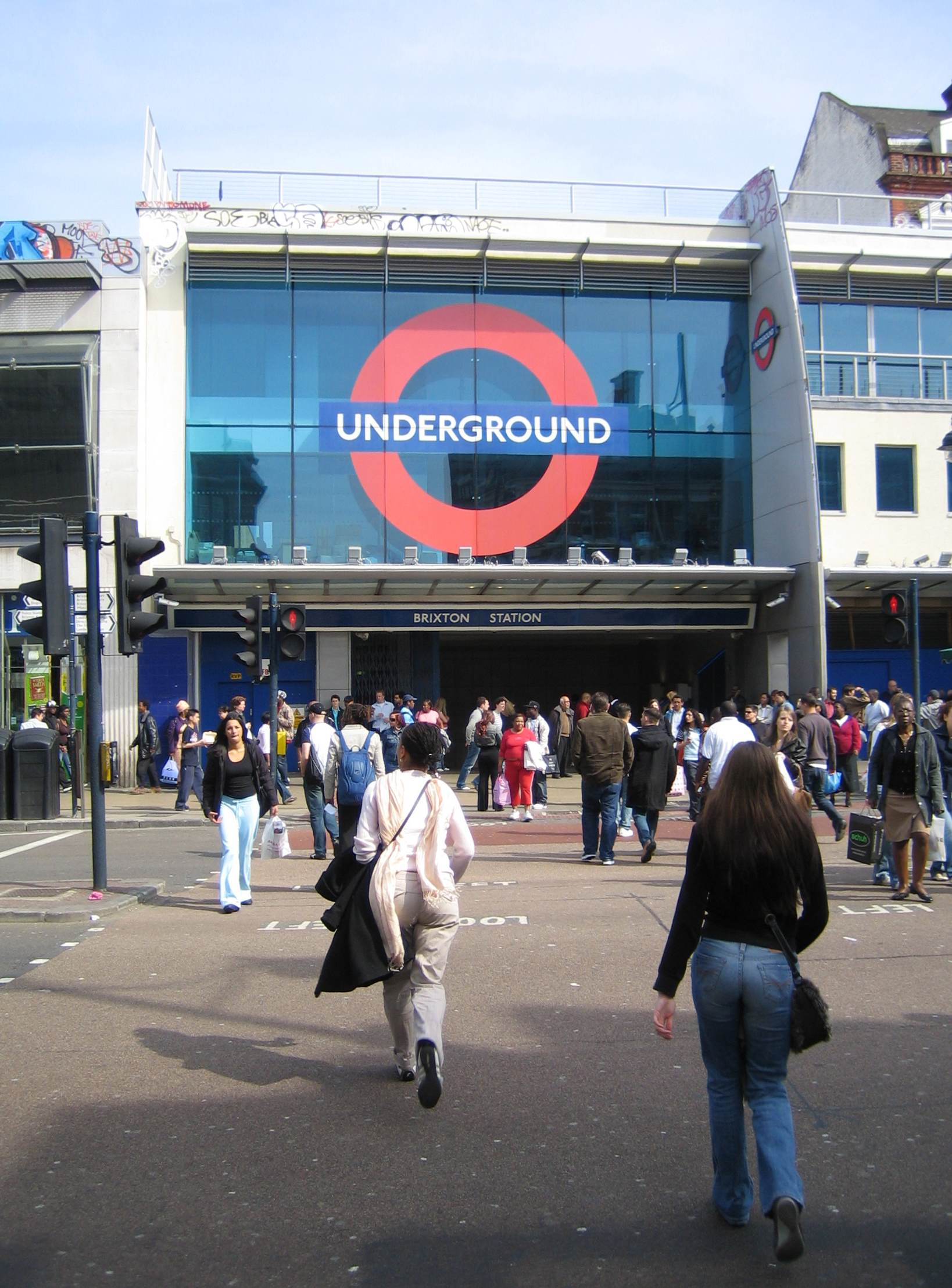
La station de Métro a Brixton

## Musique
1. Tomcat - The Qemists
2. I Know It's You - DJ Madd
3. Jerk It - Thunderheist
4. Outta Space - King Midas Sound
5. Stompbox - The Qemists
6. Black Gloves - Goose
7. Julie & The Moth Man - Kasabian

## Accueil

### Critiques
Dans l'ensemble, Blitz reçoit un accueil globalement mitigé des critiques professionnels des pays anglophones, 48 % des 25 critiques collectés par le site Rotten Tomatoes.
L'accueil en France est plus modéré, puisque pour 9 critiques, le site AlloCiné lui attribue une moyenne de 2.8⁄5.

### Box-office
| Pays ou région | Box-office       | Date d'arrêt du box-office | Nombre de semaines |
| -------------- | ---------------- | -------------------------- | ------------------ |
| France         | 250 522 entrées, | 3 août 2011                | 6                  |
| Total mondial  | 15 774 948 $     | -                          | -                  |

## Anecdotes
- Le producteurs du film, Steve Chasman a croisé l'acteur Jason Statham dans plusieurs films qu'il a joué, on peut citer : Braquage à l'anglaise, Rogue : L'Ultime Affrontement, The One et la trilogie Le Transporteur
- Ken Bruen, l'auteur du roman a obtenu un rôle dans le film
- Le tournage du film a duré 7 semaines pour lequel l'équipe a pris une ancienne base désaffectée de la Royal Air Force de West Drayton comme un des lieux principaux de tournage. En effet : l'équipe du film a investi ce lieu pour en faire le poste de police. Plusieurs quartiers ont en outre servi de décors : Shoreditch et Hoxton pour la maison de Brant, le marché couvert de Smithfield pour les scènes de nuit, le quartier de Bayswater pour la course-poursuite entre Brant et Blitz ou encore les quartiers de Bow, Hackney, Walthamstow, Shoreditch et Hoxton pour les appartements des personnages.